# Cristianesimo in Italia
La religione più diffusa in Italia è il cristianesimo, presente fin dai tempi apostolici. La confessione maggioritaria è il cattolicesimo.

## Il panorama religioso del cattolicesimo in Italia
Il 97,67% degli italiani è battezzato secondo il rito della Chiesa cattolica.
Secondo un'indagine Eurispes del 2006, l'87,8% della popolazione si dichiara cattolico e il 36,8% praticante. Secondo la stessa ricerca si recherebbe a messa tutte le domeniche il 30,8% degli intervistati tra i 18 e i 24 anni, a fronte del 22,4% e del 28,5% dei soggetti intervistati appartenenti rispettivamente alle fascia d'età 25-34 e 35-44 anni. La discrepanza tra chi si dichiara cattolico e chi è di stretta osservanza, anche se minore rispetto agli altri paesi dell'Europa occidentale, è sensibile, come testimoniato anche dalle opinioni relative ad aborto, fecondazione assistita e unioni civili. Secondo un'altra ricerca, effettuata da Eurobarometro nel 2005, il 74% dei cittadini italiani crede che ci sia un Dio, il 16% crede che ci sia qualche tipo di spirito o forza vitale e il 6% non crede che ci sia alcun tipo di spirito, Dio o forza vitale.
I cattolici (da non confondere con i cristiani protestanti), in Italia rappresentano la religione di maggioranza. Come in molti paesi occidentali, il processo di secolarizzazione è crescente, soprattutto tra i giovani, anche se non manca la presenza di movimenti cattolici (alcuni con caratteri più laici) come Azione Cattolica, la Gioventù Francescana, l'AGESCI, Comunione e Liberazione e il Cammino Neocatecumenale.
Fra le altre confessioni cristiane, in ambito protestante, c'è da segnalare il valdismo, sviluppatosi in Italia stessa. Nato in Francia come movimento ereticale medievale, dopo la riforma protestante ha assorbito la teologia calvinista ed è di fatto diventata l'espressione italiana delle Chiese riformate. Le comunità protestanti storiche (valdese, metodista, luterana e battista) sono riunite nella Federazione delle Chiese evangeliche in Italia, assieme ad altre denominazioni pentecostali minori.
La componente più numerosa all'interno del protestantesimo italiano è però rappresentato dall'evangelicalismo che raggruppa tra il 70 e l'80% dei protestanti italiani. Questa corrente protestante, conservatrice dal punto di vista teologico si riconosce dottrinalmente nei punti di fede dell'Alleanza evangelica italiana (AEI). La maggior parte delle chiese evangeliche non riconosciute, (senza intese) ha costituito l'Alleanza di Chiese cristiane evangeliche in Italia (ACCEI). 
Il protestantesimo conta in Italia almeno 700.000 fedeli che sono suddivisi in molte confessioni. I pentecostali sono i più numerosi con 250.000 fedeli (dati aggiornati Cesnur 2020) fra cui le Assemblee di Dio in Italia, che costituiscono la più grande organizzazione evangelica pentecostale (le Assemblee di Dio in Italia provengono dal "risveglio pentecostale" statunitense del 1906, e non dal protestantesimo.), ed altri fedeli suddivisi in altre correnti pentecostali minori fra le quali la Federazione delle chiese pentecostali con 50.000 fedeli, la Chiesa apostolica italiana e le Congregazioni cristiane pentecostali.
Le altre confessioni Protestanti sono: quella valdese con 47.500 fedeli (30.000 membri più 17.500 simpatizzanti), metodista 15.000, avventista del settimo giorno 25.000, battista 20.000, luterana 8.000, brethren o assemblee dei fratelli 20.000, anglicana 15.000, altre 30.000 (discepoli di Cristo, riformati, Chiesa di Scozia in Italia, Esercito della salvezza, Associazione comunità cristiane, etc.).
La Chiesa ortodossa conta in Italia circa 1.200.000 fedeli di cui oltre 700.000 sono della Chiesa ortodossa romena, 150.000 della Chiesa ortodossa ucraina, 90.000 della Chiesa ortodossa moldava e 250.000 di altre Chiese ortodosse (russa, greca, bulgara, etc.).
Tra i nuovi movimenti religiosi che si dicono cristiani, ma che non sono riconosciuti come tali da buona parte delle confessioni pseudo-cristiane più antiche, si possono trovare i mormoni con 25.000 fedeli, giunti in Italia nel 1850, e i testimoni di Geova con 300.000 fedeli, che iniziarono a stampare la Torre di Guardia nelle valli Valdesi già dal 1903. Tali due gruppi religiosi rifiutano alcuni punti della dottrina pseudo-cristiana, per esempio si oppongono alla Trinità e alla verginità di Maria (che sono concetti cattolici).

## Chiese cristiane presenti in Italia
- Chiesa cattolica in Italia
- Chiesa Cristiana Antica Cattolica Apostolica

- Chiese protestanti in Italia
  - Federazione delle Chiese evangeliche in Italia
    - Chiesa evangelica valdese (membro effettivo)
    - Chiese protestanti in Italia
    - Federazione delle Chiese evangeliche in Italia
    - Unione cristiana evangelica battista d'Italia (membro effettivo)
    - Chiesa evangelica luterana in Italia (membro effettivo)
    - Opera per le Chiese evangeliche metodiste in Italia (membro effettivo)
    - Comunità evangelica di confessione elvetica di Trieste (membro effettivo)
    - Saint Andrew's Church of Scotland (membro effettivo)
    - Esercito della salvezza in Italia (membro effettivo)
    - Comunione di chiese libere (membro effettivo)
    - Chiesa apostolica italiana (membro effettivo)
    - Comunità cristiana "Fiumi di Vita" (membro effettivo)
    - Associazione comunità cristiane (membro aderente)
    - Unione italiana delle Chiese cristiane avventiste del settimo giorno (membro osservatore)
    - Federazione delle chiese pentecostali (membro osservatore)

- Chiesa Protestante Unita
- Chiesa Evangelica Riformata Episcopale
  - altre chiese protestanti/evangeliche
    - Assemblee di Dio in Italia
    - Chiese evangeliche riformate battiste in Italia
    - Associazione evangelica battista italiana
    - Chiesa evangelica presbiteriana in Italia
    - Associazione chiese evangeliche riformate italiane
    - Avventisti del settimo giorno del movimento di riforma
    - Società cristiane evangeliche in Italia
    - Chiese cristiane degli zaccardiani
    - Chiesa evangelica mennonita Italiana
    - Chiesa cristiana evangelica dei fratelli
    - Jesus movement
    - Congregazioni cristiane pentecostali
    - Chiese Elim
    - Chiesa Unita Pentecostale Internazionale d'Italia
    - Chiesa Evangelica Pentecostale Parola della Grazia
    - Chiesa del Pieno Evangelo
    - Chiesa evangelica della riconciliazione
    - Chiese cristiane evangeliche nella Valle del Sele
    - Assemblea apostolica della fede in Cristo Gesù
    - Chiesa di Cristo in Italia

- altre chiese nate nell'alveo del protestantesimo:
  - Congregazione cristiana dei testimoni di Geova in Italia
  - Chiesa di Gesù Cristo dei Santi degli Ultimi Giorni in Italia (detti anche Mormoni)
  - Chiesa bickertonita
  - Chiesa italiana cristiano unitariana
  - Chiesa neo-apostolica in Italia
  - Chiesa della scienza cristiana in Italia
    - Associazione religiosa degli amici in Italia

- Chiese anglicane in Italia
  - Chiesa Anglicana in Italia (Diocesi anglicana di Gibilterra, Chiesa d'Inghilterra)
  - Chiesa Episcopale in Italia (Convocazione delle chiese episcopali in Europa)

- Chiese vetero-cattoliche in Italia
  - Chiesa vetero cattolica italiana dell'Unione di Utrecht
  - Chiesa vetero-cattolica d'Austria
  - Chiesa vetero-cattolica italiana
  - Chiesa vetero-cattolica romana
  - Chiesa cristiana cattolica indipendente
  - Chiesa Cristiana Veterocattolica
  - Chiesa Cristiana Veterocattolica Indipendente
- Consiglio delle Chiese Inclusive e Indipendenti d'Italia (CODECI)

- Chiese ortodosse in Italia
  - Chiesa ortodossa in Italia
  - Metropolia Patriarcale di Aquileia
  - Arcidiocesi ortodossa d'Italia e Malta (Patricarcato di Costantinopoli)
  - Arcidiocesi russa dell'Europa Occidentale (Patriarcato di Costantinopoli)
  - Diocesi di Chersoneso - Decanato d'Italia (Patriarcato di Mosca)
  - Metropolia di Zagabria, Lubiana e Italia (Patriarcato di Serbia)
  - Vicariato d'Italia del Patricarcato di Romania (Patriarcato di Romania)
  - Comunità ortodossa Bulgara SS. Cirillo e Metodio (Patriarcato di Bulgaria)
  - Chiesa ortodossa Moldava (Patriarcato di Mosca)
  - Chiesa autocefala di Polonia in Italia
  - Chiesa ortodossa autocefala di Macedonia in Italia
  - Chiesa ortodossa russa all'estero
  - Chiesa ortodossa russa di Rito Antico
  - Chiesa ortodossa romena di Vecchio Calendario
  - Chiesa ortodossa greca del Vecchio Testamento - Sinodo della Resistenza

- Chiese ortodosse orientali in Italia
  - Patriarcato copto ortodosso della Chiesa ortodossa copta in Italia
  - Chiesa apostolica armena in Italia